# PMS Torino 2010-2011
La PMS Basketball nel 2010-2011 ha giocato in Divisione Nazionale A.

## Risultati
- DNA:
  - stagione regolare: 6ª classificata;
- Coppa Italia: non qualificata